# Makito Hatanaka
Makito Hatanaka (畑中 槙人 Hatanaka Makito?), född 7 juni 1996 i Hyōgo prefektur, är en japansk fotbollsspelare.
Hatanaka började sin karriär 2015 i Gainare Tottori. Han spelade 12 ligamatcher för klubben.